# Yvonne Ångström
Inga Yvonne Ångström, född Fränberg 8 november 1940 på Lidingö, är en svensk politiker (folkpartist). Hon var ordinarie riksdagsledamot 1998–2006, invald för Västerbottens läns valkrets.
I riksdagen var hon bland annat suppleant i näringsutskottet 1998–2002 och ledamot i samma utskott 2002–2006.
Hon var gift med politikern Rune Ångström.